# Ortygospiza
Ortygospiza es un género de aves paseriformes perteneciente a la familia Estrildidae. Su única especie habita en los herbazales abiertos del África subsahariana.

## Especies
El género actualmente contiene una sola especie:
- Ortygospiza atricollis – estrilda codorniz.[1]

En el pasado también estuvo clasificada en este género la estrilda saltamontes. Anteriormente también algunos clasificaron como especies separadas a dos poblaciones que ahora se consideran subespecies de la estrilda codorniz:
- Ortygospiza gabonensis – pinzón codorniz de pico rojo.
- Ortygospiza fuscocrissa – pinzón codorniz africano.